# 張定 (弘治進士)
張定（1466年—？），字子靜，錦衣衛官籍福建同安縣人，明朝政治人物。

## 生平
成化十九年（1483年）癸卯科順天府鄉試第六十二名。弘治三年（1490年），登庚戌科會試第七十五名，第二甲第三十四名進士。

## 家族
曾祖張益初同安金門人，遷泉州通政巷，贈南京通政使；祖父張太常，贈錦衣衛中所正千戶；父張苗，南京通政使。母楊氏（封淑人）。重庆下。弟宜、宁。